# Colletes grisellus
Colletes grisellus là một loài Hymenoptera trong họ Colletidae. Loài này được Michener mô tả khoa học năm 1989.